# Salix praegravis
Salix praegravis är en videväxtart som beskrevs av A. Kimura. Salix praegravis ingår i släktet viden, och familjen videväxter. Inga underarter finns listade i Catalogue of Life.